# Resolució 1019 del Consell de Seguretat de les Nacions Unides
La Resolució 1019 del Consell de Seguretat de les Nacions Unides fou adoptada per unanimitat el 9 de novembre de 1995. Després de recordar les resolucions 1004 (1995) i 1010 (1995) sobre la situació a Bòsnia i Hercegovina i 1009 (1995) pel que fa a Croàcia, el Consell va examinar les violacions de dret internacional humanitari a l'antiga Iugoslàvia.
El Consell de Seguretat va expressar el retret que els serbis de bòsnia no havien complert amb les resolucions abans esmentades. Va haver-hi informes de violacions de drets humans i assassinats en massa, detenció il·legal, treball forçat, violacions i deportacions a Srebrenica, Banja Luka i Sanski Most. Es van rebre nous informes de l'Operació de les Nacions Unides pel Restabliment de la Confiança i les agències humanitàries, de violacions en els sectors de l'oest, nord i sud de Croàcia, incloses la crema de cases, saqueig i assassinats. El Consell també va condemnar els serbis de Bòsnia per no permetre que el Comitè Internacional de la Creu Roja tingués accés a les persones desplaçades i presoners.
Es van condemnar totes les violacions del dret internacional humanitari a l'antiga Iugoslàvia i es va exigir a totes les parts que respectessin les seves obligacions. Els serbis de Bòsnia també van tenir accés a persones desplaçades, presoners i persones desaparegudes, pel que fa als seus drets i la seva alliberació immediata. A més d'això, la resolució exigeix que es tanqui tots els camps de detenció a Bòsnia i Hercegovina.
Mentrestant, el Govern croat havia d'assegurar que cessarien les violacions del dret humanitari i dels drets humans i que el culpable de qualsevol violació seria castigat. Calia que respectés els drets de la seva població sèrbia, inclosa la repatriació de refugiats, i no posar límits als refugiats que en qualsevol moment reclamin la seva propietat.
Tots els països, sobretot en el territori de l'antiga Iugoslàvia, havien de cooperar amb el Tribunal Penal Internacional per a l'antiga Iugoslàvia que estableix la resolució 827 (1993) i respondre a les sol·licituds des de la sala de judicis. Les parts, especialment els serbis de Bòsnia, van rebre instruccions de no destruir, alterar, amagar o danyar evidències de violacions del dret internacional humanitari. Finalment, es va demanar al secretari general Boutros Boutros-Ghali que mantingués al Consell de Seguretat informat de forma regular sobre la situació.